# Vernantes
Vernantes es una población y comuna francesa, en la región de Países del Loira, departamento de Maine y Loira, en el distrito de Saumur y cantón de Longué-Jumelles.

## Demografía
| 1721 | 1808 | 1715 | 1696 | 1749 | 1852 |
| Para los censos de 1962 a 1999 la población legal corresponde a la población sin duplicidades (Fuente: INSEE [Consultar]) |      |      |      |      |      |